# Bucșoaia, Suceava
Bucșoaia este o localitate componentă a orașului Frasin din județul Suceava, Bucovina, România.

## Recensământul din 1930
Componența etnică a satului Bucșoaia
     Români (69,25%)
     Germani (29,4%)
     Evrei (0,5%)
     Altă etnie (0,85%)
Componența confesională a satului Bucșoaia
     Ortodocși (69,2%)
     Romano-catolici (29,45%)
     Mozaici (0,5%)
     Altă religie (0,85%)
Conform recensământului efectuat în 1930, populația satului Bucșoaia se ridica la 1246 locuitori. Majoritatea locuitorilor erau români (69,25%), cu o minoritate de germani (29,4%) și una de evrei (0,5%). Alte persoane s-au declarat: polonezi (2 persoane), maghiari (2 persoane) și armeni (2 persoane). Din punct de vedere confesional, majoritatea locuitorilor erau ortodocși (69,2%), dar existau și romano-catolici (29,45%), mozaici (0,5%). Alte persoane au declarat: evanghelici\luterani (8 persoane) și armeno-gregorieni (2 persoane).

## Obiective turistice
- Biserica romano-catolică din Bucșoaia - construită în perioada 1896-1898 de către comunitatea germană din localitate
- Biserica Sfinții Arhangheli Mihail și Gavriil din Bucșoaia - construită inițial în Câmpulung Moldovenesc și mutată în anul 1854 în satul Bucșoaia pentru a deservi comunitatea ortodoxă din localitate